# جام حذفی فوتبال شیلی

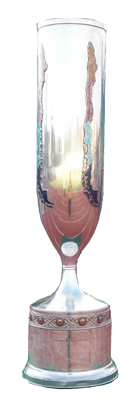
جام حذفی فوتبال شیلی

 جام حذفی فوتبال شیلی  (به اسپانیایی: Copa Chile) مسابقاتی است که به صورت حذفی با حضور ۳۱ تیم از باشگاه‌های فوتبال کشور شیلی برگزار می‌شود.
این مسابقات از سال ۱۹۵۸ میلادی تاکنون در حالی برگزار می‌شود که تیم کولو-کولو با یازده قهرمانی پرافتخارترین تیم در این سری مسابقات محسوب می‌شود.